# Asperspina brambelli
Asperspina brambelli är en snäckart som först beskrevs av Bertil Swedmark 1968.  Asperspina brambelli ingår i släktet Asperspina, och familjen Asperspinidae. Arten är reproducerande i Sverige.